# Sidonie-Gabrielle Colette
Sidonie-Gabrielle Colette (n. 28 ianuarie 1873, Saint-Sauveur, Bourgogne, Franța – d. 3 august 1954, Paris, Franța) a fost o scriitoare franceză.

## Opera
- 1900: Claudine la școală ("Claudine à l'école");
- 1901: Claudine la Paris ("Claudine à Paris");
- 1902: Claudine căsătorită ("Claudine en ménage");
- 1903: Claudine pleacă ("Claudine s'en va");
- 1909: Ingenua libertină ("L'ingénue libertine");
- 1910: Hoinara ("La vagabonde");
- 1920: Chéri ("Chéri");
- 1923: Grâul verde (Le blé en herbe)
- 1933: Pisica ("La chatte");
- 1934: Duo ("Duo").

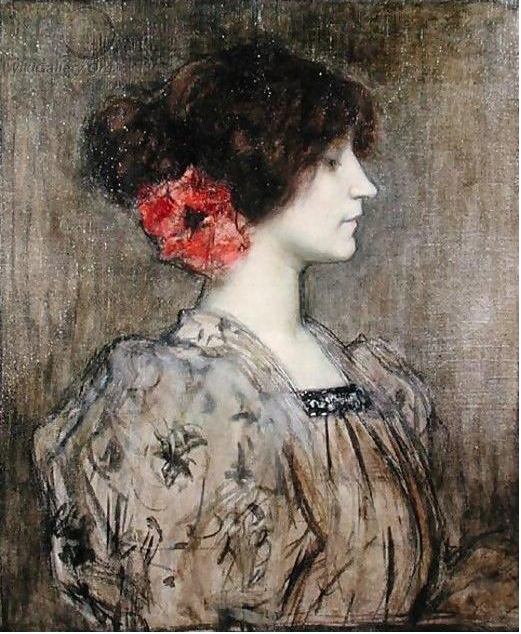
Colette reprezentată de Jacques Humbert în 1896

A mai scris și cronică teatrală (unde s-a remarcat ca o adevărată stilistă), memorialistică și a lăsat o corespondență bogată.